# Хара-Бирка
Ха́ра-Би́рка (рос. Хара-Бырка) — село у складі Олов'яннинського району Забайкальського краю, Росія. Адміністративний центр та єдиний населений пункт Хара-Биркинського сільського поселення.

## Населення
Населення — 568 осіб (2010; 696 у 2002).
Національний склад (станом на 2002 рік):
- росіяни — 85 %